# ایچیجو تاداماسا
ایچجو تاداماسا ((به ژاپنی: 一条 内政 Ichijō Tadamasa); تاریخ ورودی نامعتبر است – ۲ ژوئیهٔ ۱۵۸۵) پسر ایچیجو کانه‌سادا یکی از اهالی ژاپن در دوره سنگوکو بود. پس از از بین رفتن خاندان ایچیجو وی با دختر رهبر خاندان چوسوکابه، چوسوکابه موتوچیکا ازدواج کرد.  اما بعد از پیوستن به شورش هاداکاوا کیومونه ( 波川 清宗) بر ضد خاندان چوسوکابه کشته شد.